# Michal Pinc
Michal Pinc (ur. 2 grudnia 1981 w Moście) – czeski hokeista.

## Kariera klubowa
- HC Litvínov (1998–1999)
- Gatineau Olympiques (1999)
- Rouyn-Noranda Huskies (1999–2001)
- HC Litvínov (2001)
- KLH Chomutov (2001–2002)
- HC Most (2002)
- Long Beach Ice Dogs (2002–2003)
- Muskegon Fury (2003–2004)
- Flint Generals (2004)
- Lillehammer IK (2004–2006)
- Cracovia (2006–2007)
- Mietałłurg Żłobin (2007)
- HK Riga 2000 (2007–2008)
- Vipiteno Broncos (2008)
- HC Most (2008)
- Chamonix HC (2008)
- HC Varese (2008–2009)
- Bracknell Bees (2009–2011)
- Swindon Wildcats (2011–2012)
- Bisons de Neuilly-sur-Marne (2012–2013)